# Союз ТМА-14М
«Союз ТМА-14М» — российский пассажирский транспортный пилотируемый космический корабль, на котором был осуществлён полёт к Международной космической станции, начавшийся 26 сентября 2014 года. Во время полёта на МКС были доставлены трое участников экспедиции МКС-41. Это был 121-й пилотируемый полёт корабля типа «Союз», начиная с первого полёта в 1967 году, и 40-й полёт к МКС. Этот полёт примечателен тем, что в основной состав экипажа вошла Елена Серова, вторая в истории российской космонавтики женщина-космонавт (четвёртая с учётом СССР).

## Экипаж
| Космонавт            | Должность        | # полёта        | Корпорация      |                 |                 |                 |
| Основной экипаж      | Основной экипаж  | Основной экипаж | Основной экипаж | Основной экипаж | Основной экипаж | Основной экипаж |
| -------------------- | ---------------- | --------------- | --------------- | --------------- | --------------- | --------------- |
| Александр Самокутяев | Командир экипажа | 2               | Роскосмос       |                 |                 |                 |
| Елена Серова         | Бортинженер-1    | 1               | Роскосмос       |                 |                 |                 |
| Барри Уилмор         | Бортинженер-2    | 2               | НАСА            |                 |                 |                 |
| Дублёры              |                  |                 |                 |                 |                 |                 |
| Геннадий Падалка     | Командир экипажа | 5               | Роскосмос       |                 |                 |                 |
| Михаил Корниенко     | Бортинженер-1    | 2               | Роскосмос       |                 |                 |                 |
| Скотт Келли          | Бортинженер-2    | 4               | НАСА            |                 |                 |                 |

## Полёт
26 сентября 2014 года в 0:25 мск состоялся старт космического корабля Союз ТМА-14М. Через шесть часов, в 06:11 мск, произошла стыковка с модулем «Поиск» Международной космической станции. После выхода корабля в космос не раскрылась одна из солнечных батарей, она раскрылась после стыковки корабля с МКС в 6:50 мск.
12 марта 2015 года в 5:14 мск корабль совершил посадку в казахстанской степи.